# Christoph Sonntag (Theologe)

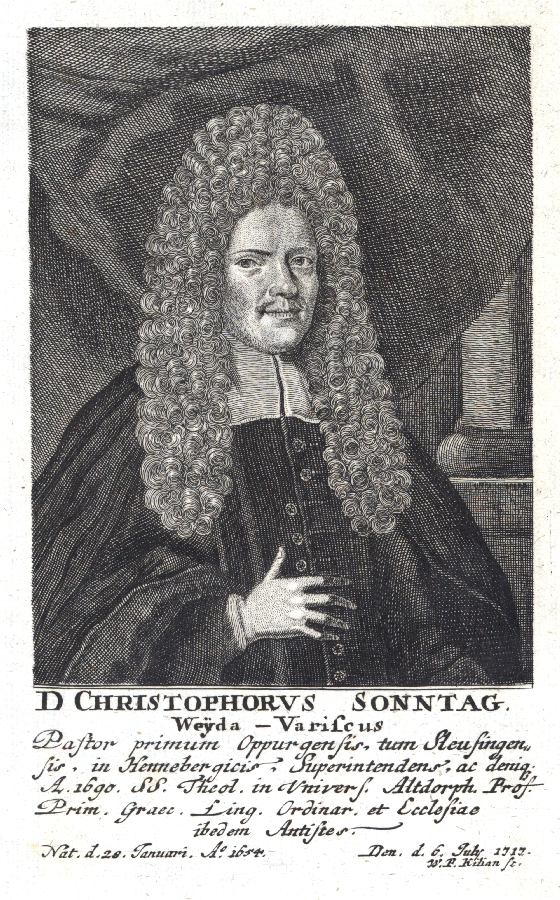
Christoph Sonntag

Christoph Sonntag (* 28. Januar 1654 in Weida; † 6. Juli 1717 in Altdorf bei Nürnberg) war ein deutscher evangelisch-lutherischer Theologe, Professor an der Universität Altdorf und Dichter mehrerer Kirchenlieder.
Christoph Sonntag wurde als Sohn des Bürgers, Bortenwirkers und Viertelsherrn Christian Sonntag und seiner Frau Anna Maria in Weida geboren. 
Er studierte an der Universität Jena, wo er 1674 Magister wurde. Im darauffolgenden Jahr erhielt er eine Anstellung als Pfarrer in Oppurg. Auf Empfehlung des Kanzlers Veit Ludwig von Seckendorff wurde Sonntag 1680 Superintendent in Schleusingen im Zeitzer Anteil der Grafschaft Henneberg. 1690 folgte er dem Ruf an die Universität Altdorf, wo er Professor primarius für Theologie und Antistes (Senior) des Geistlichen Ministeriums wurde. In seiner Amtszeit dort war er viermal Rektor der Universität und achtmal Dekan der theologischen Facultät. Hauptsächlich durch seine Bemühungen erhielt die Akademie 1697 das kaiserliche Privileg, theologische Doktorpromotionen vorzunehmen.
Sonntag galt als Vertreter einer milden lutherischen Orthodoxie.

## Schriften (Auswahl)
- De Supereminentia Magistratus Christiani: ex Dicto Rom. XIII, 1–4 (zusammen mit Johann Adam Tresenreuter). Altdorf 1702; OCLC 753190926.